# Seznam Mohamedových vojenských expedicí

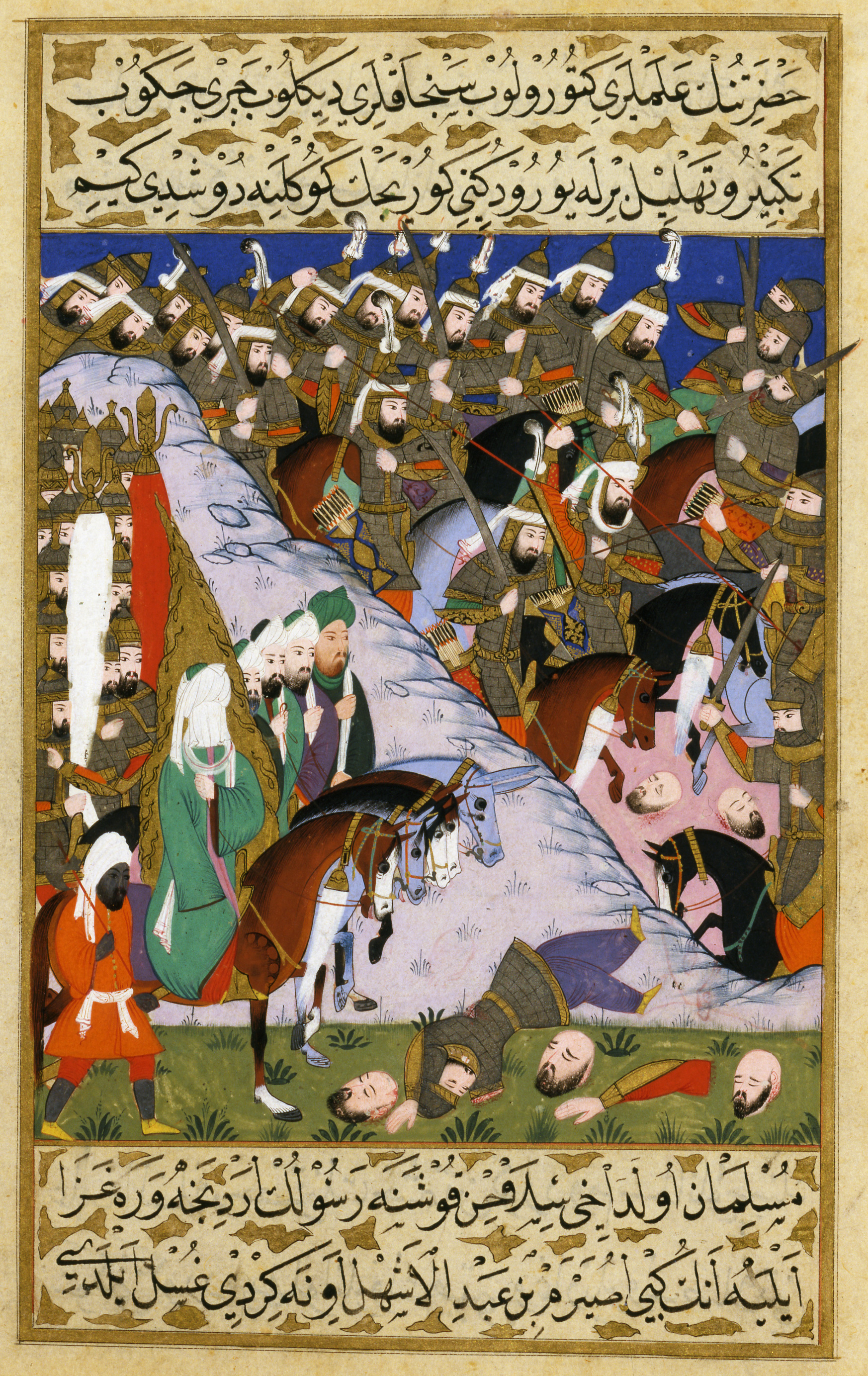
Vojenské výpravy byly součástí Mohamedova života v Medíně

Seznam Mohamedových expedicí vyjmenovává ozbrojené konflikty, kterých se zakladatel islámu Mohamed osobně zúčastnil, nebo které nařídil a proběhly za jeho života. Zdrojem informací o těchto expedicích jsou především islámské spisy.

## Primátní zdroje informací
Zdrojem informací o Mohamedových vojenských expedicích jsou především díla raných muslimských autorů, dále "všemi uznávané" výroky proroka Mohameda a nakonec Korán samotný.
V referencích seznamu Mohamedových expedicí se nacházejí také západní historická díla, která mapují Mohamedů život.

## Seznam bitev

### Legenda
Šedě označené jsou expedice, které Mohamed nařídil, ale nezúčastnil se jich.
Růžově označené jsou expedice, kterých se Mohamed zúčastnil.
Modře jsou označeny atentáty, které Mohamed nařídil

### Chronologický seznam Mohamedových expedicí
| Pořadí | Název                                   | Doba                   | Důvod a příčina | Ztráty                                                         | Významné primární zdroje |
| ------ | --------------------------------------- | ---------------------- | --- | -------------------------------------------------------------- | --- |
| 1      | Přepadení karavany "Al-Is"              | 623                    | Útok na kurajšovskou karavanu z důvodu chudoby medínských muslimů. Mekánci prodali opuštěný majetek muslimů v Mekce a investovali ho do obchodu s karavanami. Přepadávání karavan bylo v Arábii časté. Muslimové věřili, že tento útok je Bohem ospravedlněný, jelikož šlo o odplatu za vyhnání z Mekky. | Žádné                                                          | Ibn Hisham & Ibn Ishak |
| 2      | Přepadení karavany "Batn Rabigh"        | 623                    | Mohamed nařídil útok na kurajšovskou karavanu, protože mezi medínskými muslimy vládla chudoba | Žádné                                                          | Sahih al-Bukhari, 5:57:74; Ibn Sa'd, Kitab al-tabaqat al-kabir, Volume 2 |
| 3      | Přepadení karavany "Kharar"             | Květen nebo červen 623 | Útok na kurajšovskou karavanu | Žádné                                                          | Ibn Sa'd, Kitab al-tabaqat al-kabir, Volume 2 |
| 4      | Invaze "Waddan"                         | Srpen 623              | Útok na kurajšovskou karavanu s velbloudy | Neznámo                                                        | Sahih al-Bukhari, 4:52:256; Ibn Hisham & Ibn Ishak |
| 5      | Invaze "Buwat"                          | Říjen 623              | Útok na kurajšovskou karavanu s 200 velbloudy | Žádné                                                          | Sahih Muslim 42:7149; Ibn Hisham & Ibn Ishak |
| 6      | Invaze "Dul Ashir"                      | Prosinec 623           | Útok na kurajšovskou karavanu | Žádné                                                          | Ibn Hisham & Ibn Ishak |
| 7      | Invaze "Safwan"                         | 623                    | Pronásledování Kurz ibn Jabir al-Fihriho, který ukradl několik kusů Mohamedova dobytka | Žádné                                                          | Ibn Hisham & Ibn Ishak |
| 8      | Přepadení karavany v Nakhle             | Leden 624              | Útok na kurajšovskou karavanu a získání informací | Muslimové: 0 "Nevěřící": 1 zabit, 2 zajati                     | Korán 2:217; Ibn Hisham a Ibn Ishak |
| 9      | Atentát na Asma bint Marwana            | Leden 624              | Prorok Mohamed nařídil zavraždit básníka Asma bint Marwana za skládání poezie proti Mohamedovi a podněcování druhých k povstání proti němu | Asma bind Marwan zavražděn                                     | Ibn Sa'd, Kitab al-tabaqat al-kabir, Volume 2; Ibn Hisham & Ibn Ishak |
| 10     | Atentát na Abú Afaka                    | Únor 624               | Prorok Mohamed nařídil zavraždit básníka Asma bint Marwana za skládání poezie proti Mohamedovi | Abú Afak zavražděn                                             | Ibn Sa'd, Kitab al-tabaqat al-kabir, Volume 2; Ibn Hisham & Ibn Ishak |
| 11     | Invaze "Banú Kunajká"                   | Únor 624               | Utok na židovský kmen Banú Kunajká kvůli údajnému porušení "Medínské ústavy". Židovský muž z legrace svlékl oblečení jedné muslimky | Několik mrtvých v rámci pomsty; zabavení majetku               | Korán 8:58; Korán 3:12-13; Korán 3:118; Sahih Muslim, 19:4364 Ibn Sa'd, Kitab al-tabaqat al-kabir, Volume 2; Muhammad at-Tabarí, Volume 7, The foundation of the community                        |
| 12     | Bitva u Badru                           | Březen 624             | Útok na kurajšovskou karavanu se zbožím a 50 tisíci zlatými denáry | Muslimové: 14 zabitých "Nevěřící": 70 zabitých, 30-47 zajatých | Korán 8 (súra Kořist); Sahih al-Bukhari, 4:53:369, Sahih al-Bukhari, 5:59:357, Sunan Abu Dawood, 14:2716, Sahih al-Bukhari, 5:59:293 Ibn Hisham & Ibn Ishak                                       |
| 13     | Invaze "Sawiq"                          | 624                    | Pronásledování Abú Sufjana za zabití dvou muslimů a spálení palmových stromů | Muslimové: 2 zabití                                            | Ibn Sa'd, Kitab al-tabaqat al-kabir, Volume 2; Ibn Hisham & Ibn Ishak |
| 14     | Invaze "Al Khudr"                       | Květen 624             | Nečekaný útok na kmen Banú Salim za údajné plánování útoku na muslimy v Medíně | Neznámo                                                        | Ibn Hisham & Ibn Ishak |
| 15     | Invaze "Thi Amr"                        | Září 624               | Útok na kmeny Banu Muharib a Banu Talabah za údajné plánování přepadení medínských muslimů | 1 zajatec z kmenů Banu Muharib a Banu Talabah                  | Ibn Sa'd, Kitab al-tabaqat al-kabir, Volume 2; Sahih al-Bukhari, 5:59:458; Korán 5:11 |
| 16     | Atentát na Ka'b ibn al-Ašrafa           | 3. září 624            | Prorok Mohamed nařídil zavraždit Ka'b ibn al-Ašrafa, protože po bitvě u Badru údajně odešel do Mekky a burcoval tam proti Mohamedovi. Také údajně složil žalozpěv za kurajšovské zabité v bitvě a po návratu do Medíny složil neslušnou báseň o muslimských ženách                                       | Ka'b ibn al-Ašraf zavražděn                                    | Sahih al-Bukhari, 5:59:369, Sahih Muslim, 19:4436 |
| 17     | Invaze "Bahran"                         | 624                    | Útok na kmen Banu Sulaym. Primární zdroje neuvádí žádný důvod k útoku | Neznámo                                                        | Ibn Hisham & Ibn Ishak |
| 18     | Přepadení karavany "Nejd"               | 624                    | Cílem bylo získat zboží, které přepravovala kurajšovská karavana | 3 zajatí "nevěřící"                                            | Sahih al-Bukhari, 5:59:627, Sahih Muslim, 19:4330, Sunan Abu Dawood, 14:2672; Ibn Hisham & Ibn Ishak; Tabari, Volume 7, The foundation of the community                                           |
| 19     | Atentát na Abu Rafi' ibn Abi Al-Huqaiqa | Prosinec 624           | Prorok Mohamed nařídil 'Abdullah ibn 'Atikovi, aby zavraždil básníka Abu Rafi' ibn Abi Al-Huqaiqa za skládání posměšné poezie a údajné financování kurajšovských výprav | Abú Rafi zavražděn                                             | Sahih al-Bukhari, 4:52:264, Sahih al-Bukhari, 5:59:370, Sahih al-Bukhari, 5:59:371, Sahih al-Bukhari, 5:59:372 a další; Ibn Hisham & Ibn Ishak; Tabari, Volume 7, The foundation of the community |
| 20     | Bitva u Uhudu                           | 23. března 625         | Obrana proti útoku Kurajšovců | Muslimové: 70 zabitých "Nevěřící": 22 nebo 37 zabitých         | Koran 8:36; Korán 3:122; Korán 3:166-170; Sahih al-Bukhari, 4:52:276, Sahih al-Bukhari, 3:30:108                                                                                                  |
| 21     | Invaze "Hamra al-Asad"                  | Březen 625             | Zabránění kurajšovského útoku na oslabené muslimy | Muslimové: 2 špehové zabiti "Nevěřící": 3 popraveni, 3 zajati  | Koran 3:172; Koran 3:173; Koran 3:174; Sahih al-Bukhari, 5:59:404; Ibn Hisham & Ibn Ishak |
| 22     | Invaze "Qatan"                          | Červen 625             | Útok na kmen Banu Asad bin Khuzaymah za údajné plánování útoku proti Medíně | 3 zajatí "nevěřící"                                            | Sahih Muslim, 19:4330, Sahih al-Bukhari, 5:59:627; Ibn Sa'd, Kitab al-tabaqat al-kabir, Volume 2                                                                                                  |

## Významné koránské verše o Mohamedových expedicích

### Příkaz džihádu
Na počátku tzv. medínského období Mohamed sepsal súru 2 s názvem Kráva. Podle badatelů jde o nejstarší medínskou súru. Obsahuje první přikaz náboženské války proti nevěřícím, který v Koránu (z chronologického hlediska) najdeme.
<Mohamed mluví k muslimům>"A je vám předepsán také boj, i když je vám nepříjemný. Je však možné, že je vám nepříjemné něco, co je pro vás dobré, a je možné, že milujete něco, co je pro vás špatné; jedině Bůh to zná, zatímco vy to neznáte." Korán 2:116

Mohamed později povinnost boje a zapojení do války specifikoval dalšími verši:
<Mohamed mluví k muslimům>"Jestliže nevytáhnete do boje, Bůh vás potrestá trestem bolestným, vystřídá vás národem jiným a nebudete Mu moci v ničem uškodit, neboť Bůh je věru mocný nad každou věcí." Korán 9:39

### Povolení boje během posvátného měsíce
Arabské kmeny dodržovaly tradici, že 1 měsíc během roku se nebojuje, nýbrž slaví svátek "poutě do Mekky". Mohamed tento svátek přejmenoval na Ramadán a změnil některé prvky této slavnosti, aby vyhovovala monoteistickému náboženství.
Při 8.válečné expedici, kterou Mohamed nařídil, došlo k útoku na významnou kurajšovskou karavanu. Kurajšovci předpokládali, že Mohamed na jejich karavanu během posvátného měsíce nezaútočí, což se ukázalo jako mylné.
Při útoku zemřel 1 člověk na straně "nevěřících". To bylo mnohými medínci bráno jako špatné znamení, jelikož Mohamed způsobil prolití krve během posvátného měsíce. Arabský posel však přišel s koránským textem, který legitimizoval útok v Nakhle i zabitého Mekkánce.
<mluví Alláh k Mohamedovi:> "Dotazují se tě <medínští obyvatelé> na posvátný měsíc a na bojování v jeho průběhu. Řekni jim: „Bojovat v něm je hřích těžký, avšak odvracet od stezky Boží, nevěřit v Něj a v Mešitu posvátnou a vyhánět obyvatele jejich z ní je ještě těžší hřích před Bohem;  svádět od víry je ale horší než zabíjet.  Nevěřící nepřestanou proti vám bojovat, dokud vás neodvrátí od náboženství vašeho, budou-li toho schopni. Pro ty z vás, kdož od náboženství svého odpadnou a jako nevěřící zemřou, marné bude jejich konání na tomto i onom světě - ti ohně obyvateli se stanou a nesmrtelní v něm budou." Korán 2:217

Později byl zjeven koránský verš o džihádu po skončení posvátného měsíce (Ramadánu):
<Mohamed k muslimům>"A až uplynou posvátné měsíce, pak zabíjejte modloslužebníky, kdekoliv je najdete, zajímejte je, obléhejte je a chystejte proti nim všemožné nástrahy! Jestliže se však kajícně obrátí, budou dodržovat modlitbu a dávat almužnu, nechte je jít cestou jejich, vždyť Bůh je věru odpouštějící, slitovný." Korán 9:5

### Povolení brát zajatce
Jednou z palčivých otázek počátku medínského období bylo to, zda smí muslimové brát nevěřící jako zajatce, nebo zda je musí zabít. V súře 47 byl zjeven verš, který povoluje braní zajatců.
<Mohamed mluví k muslimům>"A když se střetnete s nevěřícími, udeřte je do šíjí, a až jim způsobíte úplnou porážku, pevně je spoutejte! A potom je buď omilostněte, anebo je propusťte za výkupné, pokud válka neodloží své břímě. A tak budiž!" Korán 47:4

### Trest pro nevěřící za vedení války proti Mohamedovi
Jeden z mekánských textů kodifikuje tresty pro nevěřící za vedení války proti Mohamedovi:
"A odměnou těch, kdož vedli válku proti Bohu a Jeho poslu <Mohamedovi> a šířili na zemi pohoršení, bude věru to, že budou zabiti anebo ukřižováni či budou jim useknuty jejich pravé ruce a levé nohy anebo budou ze země vyhnáni. A těm dostane se hanby na tomto světě, zatímco na onom světě je očekává trest nesmírný." Korán 5:33